# Фома Канский
Фома Канский или Кнай Томман (малаял. ക്നായി തോമാ) — торговец из Эдессы (ныне Шанлыурфа, на территории современной Турции).

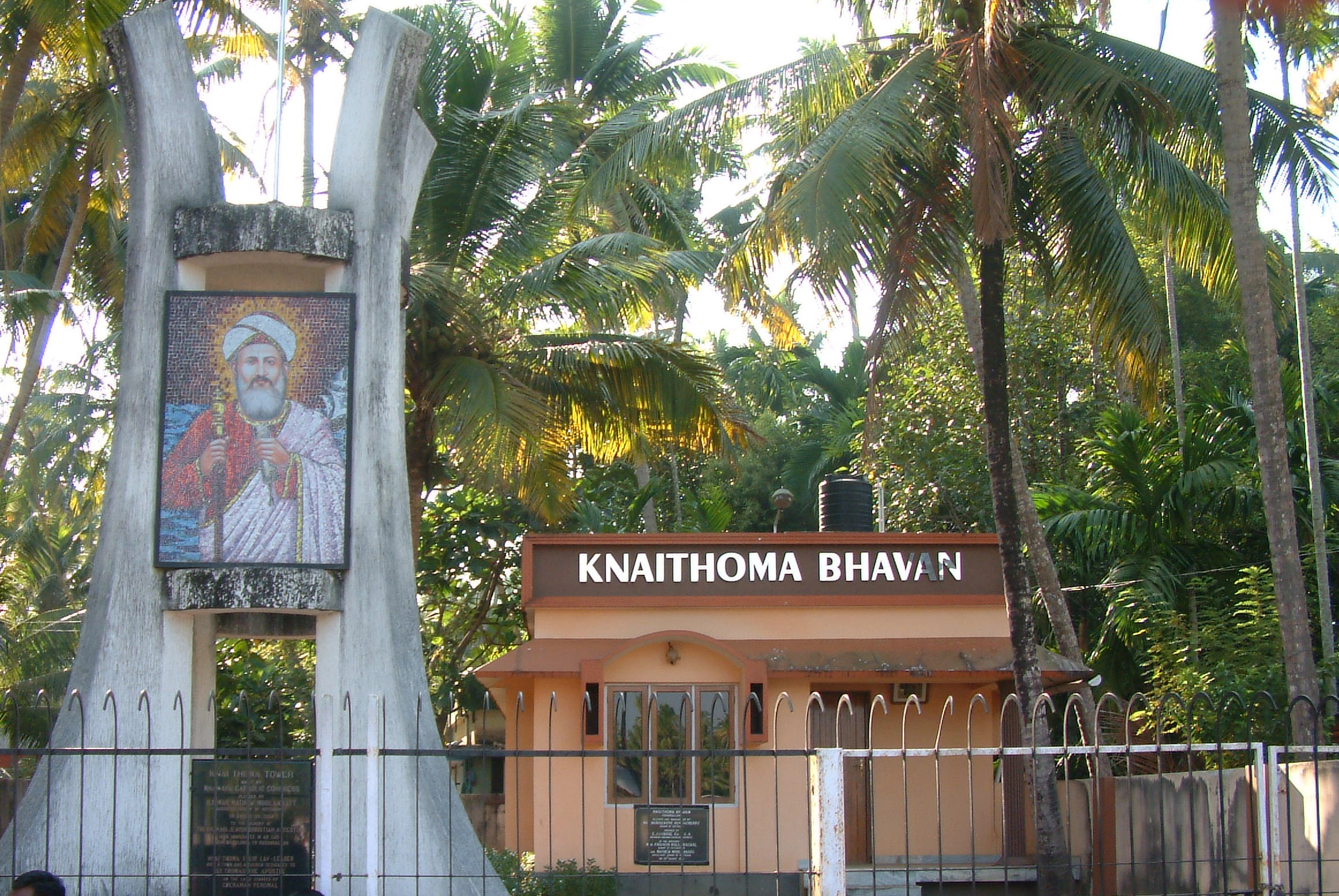
Фома Канский

Известен тем, что по указанию Патриарха Антиохийского отправился на трёх больших кораблях вместе с 72 христианскими семьями в Индию и в 345 году пристал к малабарскому берегу, где основал христианскую общину.
Современные исследователи предполагают, что именно Фома Канский, а не ошибочно отождествлённый с ним Апостол Фома, был основателем христианства в Индии.

## Местные предания
По преданию как Православных церквей, так и Маланкарской православной церкви, и Сиро-малабарской католической церкви, существующих в Индии, христианство в Индию было принесено апостолом Фомой. Согласно легенде, именно святой апостол Фома высадился на Малабарском побережье (современный штат Керала) в юго-западной части полуострова Индостан около 52 года н. э..
Эпитет «Канский» объясняется в этом случае от наименования израильского города Кана Галилейская, в котором Иисусом Христом было совершено первое чудо и свидетелем которого был апостол Фома.